# Opel Diplomat
Opel Diplomat (Опель Дипломат) — представительский автомобиль, выпускавшийся Opel с 1964 по 1977 годы. До Дипломата, топовыми моделями Opel традиционно считались Admiral и Kapitän, появившиеся в 1938 и 1937 годах соответственно. Поэтому, с момента начала производства в 1964 году, Дипломат являлся частью так называемой серии «KAD» (Kapitän, Admiral, Diplomat), объединявшей в себе три очень похожие модели, в основном, отличавшиеся лишь разными двигателями.

## Diplomat A
В феврале 1964 года Opel представила новый модельный ряд, который должен был стать преемником Opel Kapitän P-LV 1959/1963 годов. Этих модели KAD, также известные, как «большая тройка Opel», имели рядные шестицилиндровые бензиновые двигатели объёмом 2,6 и 2,8 литров и мощностью 99 и 123 л. с., и V8-Chevrolet объёмом 4,6 литров и мощностью 187 л. с. с двухступенчатой автоматической коробкой передач Powerglide. Последний в октябре 1966 года был вытеснен двигателем V8-Chevrolet Type 327 объёмом 5,4 литров и мощностью 227 л. с. Дипломат, будучи самым дорогим в линейке, оснащался только моторами V8.

Diplomat Coupé (исключительно с двигателем 327) выпускался в ограниченном количестве с 1965 по 1967 годы. Кузов купе производился фирмой Karmann, а стоимость машины равнялась 25 тыс. немецких марок (стоимость семи Volkswagen Beetle). Всего было собрано 347 экземпляров.
В сентябре 1967 года Дипломат (вместе со своими менее дорогими собратьями) получил рулевое управление с винт-шариковой гайкой и обогрев заднего стекла. В то же время стал доступен новый шестицилииндровый двигатель HL (Hochleistung) объёмом 2,8 литра и мощностью 138 л. с. для моделей Kapitän и Admiral.
Эти автомобили стали больше по размеру (порядка пяти метров) и были хуже приняты европейскими покупателями. В период с февраля 1964 по ноябрь 1968 года Opel выпустил 89 277 машин семейства KAD (24 249 Kapitän, 55 876 Admiral и 9 152 Diplomat). Предшественник Дипломата, Kapitän P-LV был выпущен в количестве 145 618 экземпляров в течение четырёх лет.

## Diplomat B
В марте 1969 года Opel представила обновлённую линейку KAD. Эти автомобили были чуть меньше по габаритам и имели задние мосты De Dion. В то время, как на Kapitän и Admiral устанавливался шестицилиндровый карбюраторный мотор объёмом 2,8 литра, Дипломат оснащался либо аналогичным, но с впрыском топлива, либо Chevrolet 327-V8 (Diplomat V8) с трёхступенчатой автоматической коробкой передач Turbo-Hydramatic.

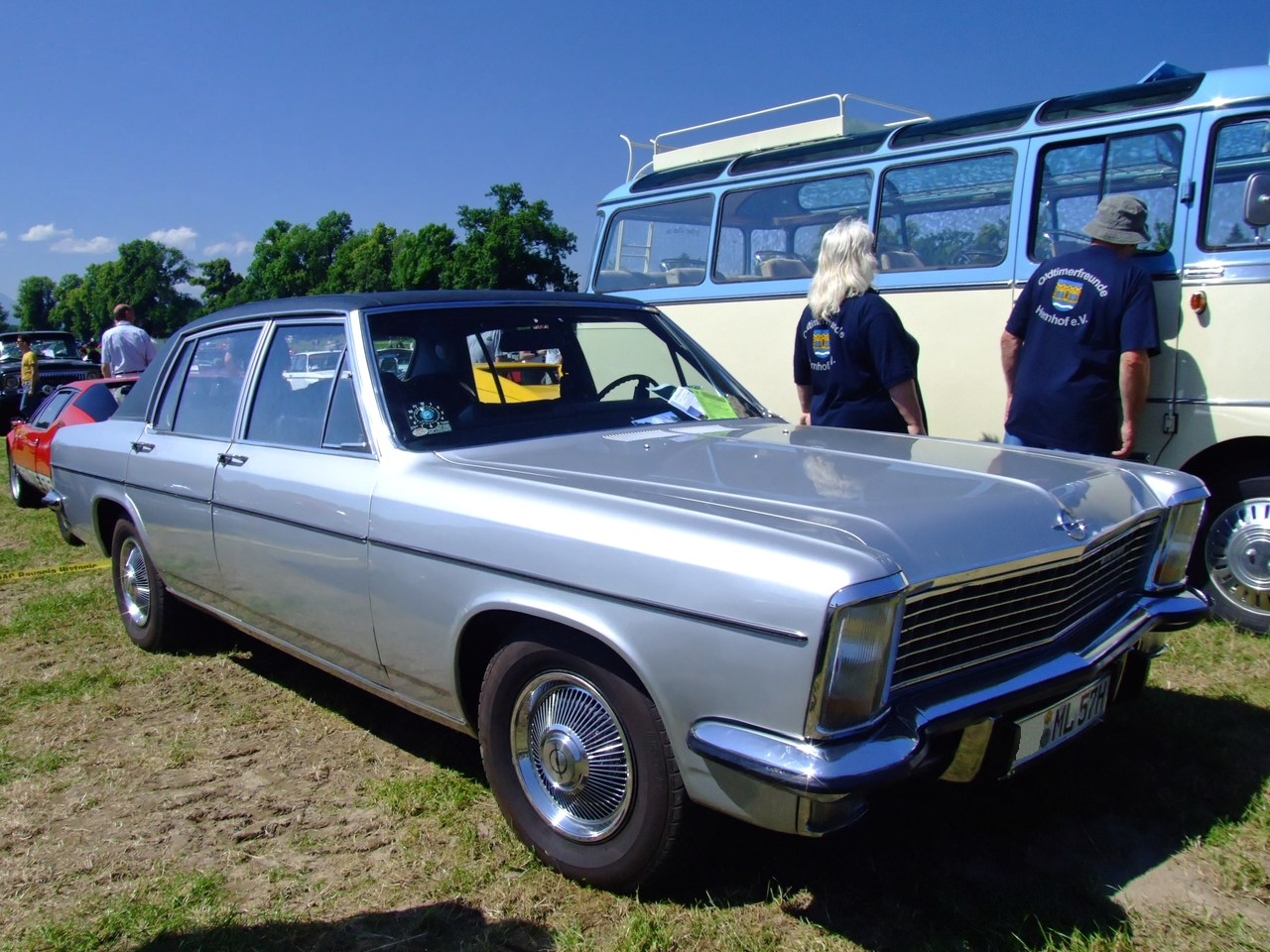
Opel Diplomat E, 1972 год

Новый кузов походил на типичный стиль моделей General Motors, имевший сильное сходство с австралийским Statesman.
Diplomat V-8 был призван конкурировать с новыми Mercedes 350 и 450 SE, а с мая 1973 года Opel предложил версию с длинной колёсной базой, чтобы не отставать от Mercedes SEL.
В октябре 1971 года в стандартную комплектацию Дипломат вошли галогенные фары H1, интегрированная в лобовое стекло радиоантенна и зеркало заднего вида с дистанционным управлением. С января 1972 года четырёхступенчатая механическая коробка передач перестала устанавливаться на Diplomat E. В сентябре того же года подверглась изменениям решётка радиатора, эмблема «Opel» переместилась с левого края в центральную часть.
Opel продолжал выпускать эти автомобили до 1977 года, но они не имели большого успеха на рынке. С марта 1969 по конец 1977 года было построено 61 559 автомобилей серии KAD (4 976 Kapitän, 33 000 Admiral и 23 500 Diplomat). Они были заменены в 1978 году новым Opel Senator меньшего размера и с более современным дизайном.
В 1970-х годах GM собиралась использовать Дипломат в качестве базовой модели для своего нового Cadillac Seville. Однако, из-за слишком больших расходов, для этой цели был избран Chevrolet Nova.
Техническая база Diplomat V8 использовалась для ограниченного производства Bitter CD. Для производства немецкого автомобиля ручной сборки были использованы шасси, трансмиссия и даже приборная панель от Дипломата.